# Home Gardens, Kalifornien
Home Gardens är en ort (CDP) i Riverside County, i delstaten Kalifornien, USA. Enligt United States Census Bureau har orten en folkmängd på 11 570 invånare (2010) och en landarea på 4 km².